# Hickory Ridge
Hickory Ridge è un comune degli Stati Uniti d'America, situato in Arkansas, nella contea di Cross.